# USS LST-580
O USS LST-580 foi um navio de guerra norte-americano da classe LST que operou durante a Segunda Guerra Mundial.